# Maria Schwarzburg-Rudolstadt
Marie Karoline Auguste (ur. 29 stycznia 1850 w Raben Steinfeld, zm. 22 kwietnia 1922 w Hadze) – księżniczka Schwarzburg-Rudolstadt i poprzez małżeństwo wielka księżna Meklemburgii-Schwerin (41 miesięcy przed śmiercią Marii, w następstwie klęski Cesarstwa w I wojnie światowej i wybuchu rewolucji listopadowej w 1918 wnuk jej męża – Fryderyk Franciszek IV, podobnie jak wszyscy niemieccy monarchowie, został zmuszony do abdykacji). 
Urodziła się jako bratanica stryjeczna księcia Schwarzburg-Rudolstadt Fryderyka Guntera. Jej rodzicami byli stryjeczny brat monarchy książę Adolf i jego żona księżna Matylda. 4 lipca 1868 w Rudolstadt poślubiła dwukrotnie owdowiałego wielkiego księcia Meklemburgii-Schwerin – Fryderyka Franciszka II, zostając jego trzecią żoną. Para miała pięcioro dzieci:
- księcia Elżbietę Aleksandrę (1869-1955), przyszłą wielką księżną Oldenburga
- księcia Fryderyka Wilhelma (1871-1897)
- księcia Adolfa Fryderyka (1873-1969)
- księcia Henryka (1876-1934), przyszłego księcia małżonka Niderlanów